# Petites villes de demain
Petites villes de demain est un programme d'action lancé en octobre 2020 par le gouvernement Jean Castex afin de redynamiser 1 600 petites villes françaises (communes de moins de 20 000 habitants). Ce programme s'inscrit dans le prolongement d'Action cœur de ville lancé en décembre 2017 et concernant 222 villes moyennes en France. Petites villes de demain est un programme sur six ans, de 2020 à 2026, et doté d'un budget de trois milliards d'euros.

## Principes
Porté principalement par Jacqueline Gourault, le programme Petites villes de demain vise à apporter un soutien technique et financier aux communes et intercommunalités dans leurs projets de redynamisation des centres-bourgs et d'amélioration de l'habitat
.
La taille maximale des communes-centres lauréates est de 20 000 habitants ; aucun seuil plancher n'est défini. Les budgets prévisionnels sont principalement affectés à des financements d'ingénierie. Le programme s'inscrit dans le plan de relance.
Parmi les partenaires de l'État impliqués dans le programme se retrouvent notamment la Banque des territoires, l'ANAH, l'ADEME, Bpifrance, le CEREMA, etc..

## Cibles
Comme le nom du programme l'indique, les cibles prioritaires du programme sont les petites villes françaises, petites villes qui sont souvent des chefs-lieux de canton. 862 communes, représentant la moitié des communes entrant dans le dispositif, comptent moins de 3 500 habitants ; 40 % des communes comptent entre 3 500 et 15 000 habitants, enfin les 7 % restants entre 15 000 et 20 000 habitants.

## Déroulé, calendrier
Le plan est annoncé à Le 19 septembre 2019. Il est officiellement lancé par Jacqueline Gourault le 1er octobre 2020 à Barentin. Le 10 novembre de la même année, il est présenté par Yves Le Breton, directeur de l'Agence nationale de la cohésion des territoires à la Commission du Développement durable et de l'Aménagement du territoire de l'Assemblée nationale pour y être examiné.
La sélection de la plus grande partie des communes lauréates est annoncée le 11 décembre 2020 ; les critères ont été laissés à la discrétion des préfets, mais impliquent nécessairement une fonction de centralité de la ville retenue, ainsi que des critères de vulnérabilité.
En février 2022, 620 chefs de projets sont embauchés, nombre qui monte à 838 le 20 mai de la même année, ce qui correspond à 90% des postes. À cette date, le programme a permis l'engagement de 700 millions d'euros.
Mi-2025, le Premier ministre François Bayrou, lors des assises de l'Association des petites villes de France (APVF), a confirmé la prolongation du programme (qui compte en 2025 1 646 communes bénéficiaires), sans préciser la durée future des aides, ni leurs montants. Une enquête avait conclu que 93 % des élus souhaitaient une reconduction du programme, avec priorité à l'amélioration du cadre de vie. Alors que 65 % des maires signalaient des difficultés financières, appelant à des aides publiques, ce programme aurait déjà permis une baisse significative de la vacance commerciale et de l'habitat vacant, mais des défis persistent (face à l'explosion du commerce en ligne et aux évolutions des modes de consommation/). 

Une mission d’évaluation du Sénat doit, en septembre 2025, examiner l'impact du programme et ses perspectives.